# Frente Unido de Liberación Nacional
El United National Liberation Front o Frente Unido de Liberación Nacional (UNLF) es el grupo más antiguo aún en lucha de Manipur. Fue fundado por Areambam Samarendra Singh el 24 de noviembre de 1964, para obtener un estado independiente y socialista. Se alió a los nagas y mizos. En diciembre de 1968 se formó la Manipuri Youth League, como ala política. Estallaron divisiones políticas entre Samarendra, partidario de concienciar al pueblo antes de iniciar la lucha armada, y el más radical Oinam Sudhir Kumar, quien estableció el Revolutionary Government of Manipur (RGM). En los años setenta y ochenta, el UNLF reclutó numerosos efectivos y desarrolló una intensa campaña social y de propaganda por medios políticos. Pero el escaso resultado de estos medios políticos propició la iniciación de la lucha armada en 1990 y se creó la Manipur People’s Army (MPA), que cuenta actualmente con unos 400 combatientes. Su primera acción tuvo lugar el 15 de diciembre de 1991 en Lamdan (distrito de Churachandpur). El 22 de mayo de 1990 se alió al National Socialist Council of Nagaland (K), al United Liberation Front of Assam y a la Kuki National Army, para fundar el Indo-Burma Revolutionary Front (IBRF). En 1994 se dividió en dos facciones: una dirigida por R.K. Meghen Singh, alias Sana Yaima, y otra por Namoijam Oken Singh. Finalmente, el primero consiguió la reunificación. Su actual secretario general es K. Pambei, el jefe militar es A. Wangpa, el secretario de organización es M. Nongyai, y el encargado de publicidad es N. Thabal.

## Bandera
La bandera parece ser blanca, probablemente con un borde o marco rojo, con estrella roja en el centro.

Bandera del Frente Unido de Liberación Nacional de Manipur.

- Datos: Q3242856